# Nông Quốc Chấn
Nông Quốc Chấn (18 tháng 11 năm 1923 – 4 tháng 2 năm 2002) là một nhà văn người dân tộc Tày, Việt Nam. Ông là người dân tộc thiểu số đầu tiên "mang hơi thở núi rừng Việt Bắc vào thi ca". Ông được xem là cánh chim đầu đàn của những người cầm bút các dân tộc thiểu số. Ông cũng là một trong số ít người dịch thơ văn từ tiếng Việt sang tiếng dân tộc.

## Tiểu sử
Nhà thơ Nông Quốc Chấn tên thật là Nông Văn Quỳnh, sinh tại xã Cốc Đán, huyện Ngân Sơn, tỉnh Bắc Kạn. Ông gia nhập Hội Nhà văn Việt Nam vào năm 1958.
Ông đã từng tham gia Mặt trận Việt Minh và tham gia du kích và giải phóng quân trước tháng 8 năm 1945. Sau khi Cách mạng tháng Tám thành công, ông vẫn tiếp tục hoạt động trong Mặt trận Việt Minh bắt đầu hoạt động văn hóa văn nghệ.
Em trai ông là nhà văn Nông Viết Toại cũng là hội viên Hội nhà văn Việt Nam.
Những vị trí và chức vụ ông đã từng làm:
- Đại biểu Quốc hội
- Chủ tịch Hội Văn học – Nghệ thuật khu Việt Bắc
- Ủy viên Ban chấp hành Hội Nhà văn
- Phó Chủ tịch Hội Liên hiệp Văn học Nghệ thuật toàn quốc
- Thứ trưởng Bộ Văn hóa
- Hiệu trưởng Đại học Văn hóa Hà Nội
- Hiệu trưởng Trường Viết văn Nguyễn Du
- Chủ tịch Hội Văn hóa văn nghệ các dân tộc
- Phó Chủ tịch Ủy ban Liên hiệp các Hội Văn học Nghệ thuật Việt Nam
- Ủy viên Đoàn Chủ tịch Mặt trận Tổ quốc Việt Nam
- Tổng Biên tập Tạp chí Toàn cảnh sự kiện và dư luận

## Giải thưởng
- Giải thưởng Văn học: Bài thơ Dọn về làng, Giải thưởng ở Đại hội Thanh niên, Sinh viên thế giới ở Berlin, 1951
- Giải thưởng của Hội Văn nghệ Việt Nam, 1954
- Giải thưởng của Hội Nhà văn Việt Nam, 1958
- Giải thưởng Hồ Chí Minh đợt II về Văn học nghệ thuật

## Tác phẩm
- Thơ tiếng Việt (4 tập): Tiếng ca người Việt Bắc (1959), Người núi Hoa (1961), Đèo Gió (1968), Dòng Thác, Bài thơ Pác Bó (1971), Suối và biển (1984)
- Thơ tiếng Tày (6 tập): Việt Bắc đánh giặc, Dọn về làng (bài này đã từng được đưa vào sách giáo khoa phổ thông trung học), Đi Berlin về, Tiếng lượn cần Việt Bắc, Cần Phja Bjoóc, Dám kha Pác Bó
- Mười điều kháng chiến (1 tập). Tác phẩm tiếng Việt dịch ra tiếng Tày
- Tiểu luận - phê bình (3 tập)
- Các tập tiểu luận phê bình: Đường ta đi (1972), Một vườn hoa nhiều hương sắc (1977), Chặng đường mới (1985), Dân tộc và văn hóa (1993), Hành trang sang thế kỷ XXI (2000)
- Nhớ: bài thơ đã được phổ nhạc và được công chúng yêu thích. (Trích: "...Ai nhớ cứ nhớ/Ai đi cứ đi/Chiến trường súng nổ/Hết giặc lại về...", 1967)